# Neoptòlem I de l'Epir
Neoptòlem II de l'Epir (en grec antic: Νεοπτόλεμος, llatí: Neoptolemus) fou rei de l'Epir vers 370 a 360 aC.
Neoptòlem era fill d'Àlcetes I, rei de l'Epir que es proclamava descendent del mític heroi Aquil·les a través del seu fill Neoptòlem. Després de la mort d'Àlcetes, els seus dos fills Neoptòlem i Arimbes van acordar un pacte de govern. Cadascú governava la part del territori que li havia tocat sense interferències entre ells, segons explica Pausànies.
El nou rei Neoptòlem I va tenir dos fills:
- Alexandre, futur rei de l'Epir
- Olímpies, mare d'Alexandre el Gran

El regnat va transcórrer en harmonia fins a la mort per enverinament de Neoptòlem, vers el 360 aC. Llavors el seu germà Arimbes va restar sol al tron.